# Single White Female 2: The Psycho
 Single White Female 2: The Psycho (no Brasil: Mulher Solteira Procura 2) é um filme norte-americano de 2005 do gênero suspense.

## Sinopse
Nova York, as relações públicas Holly Parker (Kristen Miller) e Jan Lambert (Brooke Burns) são belas, dividem um apartamento, trabalham para a mesma firma e são amigas. Mas, como disputam uma promoção na empresa, uma rivalidade surge entre elas, o que seria até normal. Jan, que gosta de usar seu poder de sedução para manipular os homens, se mostra totalmente sem ética ao fazer Holly crer que tem uma reunião em Chicago, pois assim ficará sozinha com o namorado dela, David Kray (Todd Babcock), na noite de estréia do restaurante dele. 
Aquela que fizer o melhor trabalho para divulgar o restaurante certamente ficará com a promoção. Ao retornar de Chicago Holly fica muito aborrecida por ter sido enganada. Ela fica também muito magoada ao encontrar Jan e David na cama, assim decide se mudar e resolve dividir um apartamento com a doce Tess Kositch (Allison Lange). Logo elas se tornam amigas, mas não demora muito para Holly começar a desconfiar que Tess é uma pessoa muito diferente. Tess revela-se uma psicopata, principalmente após matar Jan e tentar seduzir David.

## Elenco
- Kristen Miller — Holly Parker
- Allison Lange — Tess Kositch
- Todd Babcock — David Kray
- Brooke Burns — Jan Lambert
- François Giroday — Leonard Ripken
- Tracey McCall — Lacey
- Rif Hutton — Detetive Rousch
- Katherine Disque — Lisa
- James Madio — Sam
- Jeff Krebs — Oliver
- Kyme — Médico
- Rebecca Lin — recepcionista